# Neón (ciudad)
Neón (en griego, Νέωνες, Νέων o Νεών) es el nombre de una antigua ciudad griega de Fócide. 
Durante las guerras médicas fue uno de los lugares destruidos por las tropas persas de Jerjes I, en el año 480 a. C.
Pausanias relata como, en la tercera guerra sagrada, el ejército focidio fue derrotado en una batalla cerca de Neón y Filomelo, su jefe, se suicidó. La ciudad se encontraba en la cumbre del monte Parnaso y, después de su destrucción, fue reconstruida al pie del monte, pasándose a llamarse Titorea.